# 罗克勒
罗克勒（法語：Rocles，法語發音：[ʁɔkl]）是法国阿列省的一个市镇，位于该省中部，属于穆兰区。

## 地理
罗克勒（46°25'26"N, 3°1'52"E）面积21.66 平方千米，位于法国奥弗涅-罗讷-阿尔卑斯大区阿列省，该省份为法国中部省份，北起涅夫勒省、西北接谢尔省，西南至克勒兹省，南至多姆山省，东南临卢瓦尔省，东临索恩-卢瓦尔省。
与罗克勒接壤的市镇（或旧市镇、城区）包括：比克西耶尔莱米讷、日普西、勒蒙泰、圣伊莱尔、圣索尔南、特龙热。

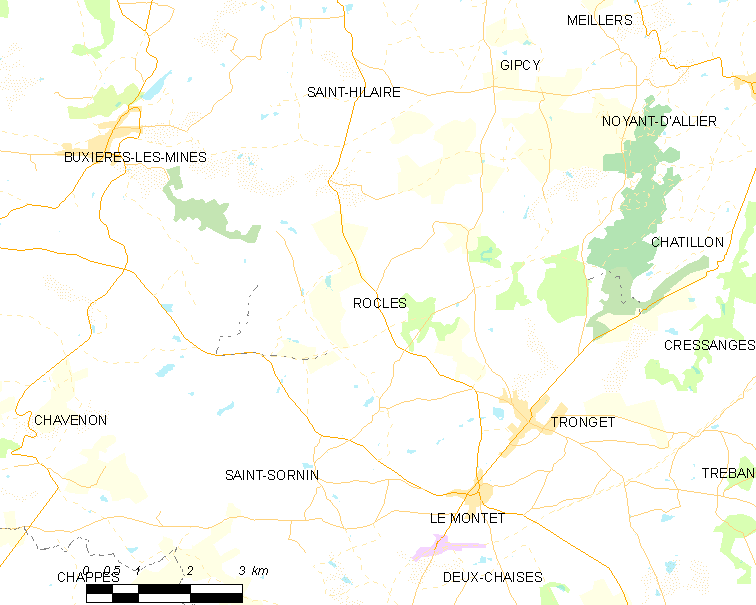
罗克勒的OSM定位图

罗克勒的时区为UTC+01:00、UTC+02:00（夏令时）。

## 行政
罗克勒的邮政编码为03240，INSEE市镇编码为03214。

## 政治
罗克勒所属的省级选区为苏维尼县。

## 人口

1962-2008年间罗克勒人口变化图示

罗克勒于2022年1月1日时的人口数量为330人。